# ウチュカ自然公園
ウチュカ自然公園はリエカ市の近くにある。ウチュカ山・チチャリヤ山岳高原を含めて160平方キロメートルの面積の自然公園である。ウチュカ山は1999年に自然公園に指定され、保護地域になった。
山は海の近くにあるため、自然保護区は独特の風景と気候で、多くの絶滅危惧種や固有種が生息している。